# Vejvarutara
× Vejvarutara, (abreviado Vja) en el comercio, es un híbrido intergenérico entre los géneros de orquídeas Broughtonia × Cattleya × Cattleyopsis. Fue publicado en Orchid Rev.  95(1130, cppo): 9 (1987).